# Frédéric Beigbeder
Frédéric Beigbeder (* 21. září 1965 Neuilly-sur-Seine) je francouzský spisovatel, novinář a literární kritik. Bývá označován za komerčně nejúspěšnějšího francouzského spisovatele současnosti.[zdroj?]
První román vydal v roce 1990 pod názvem Mémoire d´un jeune homme dérangé. Díky němu získal práci jako textař v reklamní agentuře Young & Rubicam. Tuto svou zkušenost zpracoval pak v románu 99 franků (1995), kvůli němuž ho z agentury vyhodili. Za Francouzský román (2009) získal Renaudotovu cenu.
Jako novinář pracoval pro časopisy Elle, Paris Match, Voici či Lire (kam psal fejetony). Od roku 2010 píše své sloupky pro Le Figaro Magazine. Od roku 2013 je též šéfredaktorem časopisu Lui. V televizi moderuje pořad Rive Droite, Rive Gauche na stanici Paris-Premiere, v rozhlase pak pořad Masque et la Plume na stanici France Inter. V minulosti uváděl pořad Hypershow na Canal +. Pracoval též jako redaktor v nakladatelství Flammarion. Spoluzaložil Prix de Flore, cenu pro mladé autory.